# Fabryka Samochodów Elektrycznych
FSE – polskie przedsiębiorstwo planujące bez powodzenia produkcję elektrycznych samochodów, z siedzibą w Bielsku-Białej, działające w latach 2013–2022.

## Historia
W 2013 roku w Bielsku-Białej powstała spółka z o.o. Fabryka Samochodów Elektrycznych, którą założył niemiecki menedżer Thomas Hajek, dotychczas koordynujący m.in. rozwój sieci dealerskiej Fiata i Mazdy. Rok później rozpoczęto prace nad pierwszym pojazdem FSE o napędzie elektrycznym, którego oficjalna prezentacja pod nazwą FSE 01 odbyła się w marcu 2017 roku. Koszt projektu wyniósł ok. 1 milion euro, a jego efektem była konwersja spalinowego Fiata 500 na pojazd elektryczny, montując w nim układ polskiej produkcji. Produkcja modelu miała rozpocząć się w ciągu kilkunastu miesięcy po prezentacji w Bielsku-Białej, jednak ostatecznie nie doszła ona do skutku.
Drugim pojazdem FSE został kompaktowy samochód dostawczy FSE M przedstawiony w październiku 2019 roku, który ponownie został konwersją spalinowego modelu Fiata – tym razem modelu Doblo. W ramach modyfikacji m.in. zamontowano układ akumulatorów pod przedziałem transportowym. Produkcja modelu ma rozpocząć się w 2021 roku.
Fabryka Samochodów Elektrycznych planowała zbierać fundusze na rozwój i funkcjonowanie metodą tzw. crowdfundingu, poszerzając wkrótce swoją ofertę o kolejne dwa modele dostawcze. Przedsięwzięcie zakończyło się niepowodzeniem po niespełna dekadzie działalności, w lutym 2022 ogłaszając upadłość.

## Modele samochodów

### Historyczne
- M (2019)
- 01 (2017)
- S (2020)
- L (2020)